# Kuzman Knoll
Kuzman Knoll (in lingua bulgara: Могила Кузманова, Mogila Kuzmanova; Poggio Kuzman) è una collina isolata coperta di ghiaccio, alta 620 m, situata nei Monti Tangra dell'Isola Livingston, nelle Isole Shetland Meridionali, in Antartide.
Il poggio forma un notevole elemento caratteristico del paesaggio nella zona del Wörner Gap e si affaccia sul Ghiacciaio Huron e sul versante superiore del Ghiacciaio Perunika.
La denominazione è stata assegnata in onore di Kuzman Tuhchiev, partecipante alla campagna bulgara di rilevazioni antartiche del 1993-94 e comandante della Base San Clemente di Ocrida durante le stagioni del 1994-96.
Il poggio viene identificato come Tukhchiev Knoll dai comitati di denominazione topografica antartica degli USA e britannici; Kuzman Knoll è la denominazione ufficiale data dai bulgari e utilizzata anche dai ricercatori spagnoli che lavorano in quest'area.
La prima ascensione alla sommità della collina è stata effettuata durante la stagione estiva 1994-95 dai bulgari Kuzman Tuhchiev e Vasil Gurev partiti dalla Base San Clemente di Ocrida.

## Localizzazione
Il poggio è posizionato alle coordinate 62°38′09.8″S 60°09′42.4″W, 1,18 km a nord-nordest del Campo Accademia, 1,18 km a est del punto centrale del Wörner Gap, 3,68 km a est-nordest della sommità del Pliska Ridge, 4,07 km a nord-nordest del Monte Friesland, 3 km a sudest del Monte Bowles e 3,32 km a sudovest dell'Atanasoff Nunatak.
Rilevazione topografica bulgara nel 1995-96 e nel corso della campagna di rilevazione Tangra 2004/05, mappatura nel 1996, 2005 e 2009.

## Mappe
- South Shetland Islands., su data.aad.gov.au. Scale 1:200000 topographic map. DOS 610 Sheet W 62 60. Tolworth, UK, 1968.
- Islas Livingston y Decepción. Mapa topográfico a escala 1:100000. Madrid: Servicio Geográfico del Ejército, 1991.
- S. Soccol, D. Gildea and J. Bath.  Livingston Island, Antarctica., su data.aad.gov.au. Scale 1:100000 satellite map. The Omega Foundation, USA, 2004.
- L.L. Ivanov et al., Antarctica: Livingston Island and Greenwich Island, South Shetland Islands (from English Strait to Morton Strait, with illustrations and ice-cover distribution), 1:100000 scale topographic map, Antarctic Place-names Commission of Bulgaria, Sofia, 2005
- L.L. Ivanov. Antarctica: Livingston Island and Greenwich, Robert, Snow and Smith Islands. Scale 1:120000 topographic map. Troyan: Manfred Wörner Foundation, 2010. ISBN 978-954-92032-9-5 (First edition 2009. ISBN 978-954-92032-6-4)
- Antarctic Digital Database (ADD)., su add.scar.org. Scale 1:250000 topographic map of Antarctica. Scientific Committee on Antarctic Research (SCAR), 1993–2016.